# USL League One 2019
La USL League One 2019 è stata la prima edizione del terzo livello del campionato statunitense di calcio organizzato dalla United Soccer Leagues. Hanno partecipato 10 squadre professionistiche.

## Formula
La stagione si è sviluppata da marzo a novembre, con lo svolgimento del torneo avvenuto in due fasi: la stagione regolare e i play-off per l'assegnazione del titolo. Non erano previste promozioni e retrocessioni. In questa stagione è stato utilizzato un calendario di tipo sbilanciato: ogni club ha incontrato otto avversari per tre volte e uno quattro volte, per un totale di ventotto partite di stagione regolare. Sono stati assegnati tre punti per ogni vittoria e un punto per ogni pareggio.
Le prime quattro classificate hanno dato vita a dei play-off per stabilire la vincitrice del campionato. Ogni turno dei playoff si è disputato in gara unica in casa della squadra meglio classificata durante la stagione regolare.

## Partecipanti
| Club                   | Città       | Stato            | Stadio                     | Capienza | Affiliazione   |
| ---------------------- | ----------- | ---------------- | -------------------------- | -------- | -------------- |
| Chattanooga Red Wolves | Chattanooga | Tennessee        | David Stanton Field        | 5.500    |                |
| Forward Madison        | Madison     | Wisconsin        | Breese Stevens Field       | 5.000    |                |
| Greenville Triumph     | Greenville  | Carolina del Sud | Legacy Early College Field | 4.000    |                |
| Lansing Ignite         | Lansing     | Michigan         | Cooley Law School Stadium  | 7.527    | Chicago Fire   |
| North Texas            | Arlington   | Texas            | Globe Life Park            | 48.114   | FC Dallas      |
| Orlando City B         | Orlando     | Florida          | Osceola County Stadium     | 5.400    | Orlando City   |
| Richmond Kickers       | Richmond    | Virginia         | City Stadium               | 22.611   |                |
| S.G. Tormenta          | Statesboro  | Georgia          | Eagle Field                | 3.500    |                |
| Toronto FC II          | Toronto     | Ontario          | BMO Training Ground        | 1.000    | Toronto FC     |
| FC Tucson              | Tucson      | Arizona          | Kino Sports Complex        | 3.200    | Phoenix Rising |

## Classifica regular season
|  | Pos. | Squadra                | Pt | G  | V  | N  | P  | GF | GS | DR  |
|  | ---- | ---------------------- | -- | -- | -- | -- | -- | -- | -- | --- |
|  | 1    | North Texas            | 56 | 28 | 17 | 5  | 6  | 53 | 31 | +22 |
|  | 2    | Lansing Ignite         | 46 | 28 | 12 | 10 | 6  | 49 | 37 | +12 |
|  | 3    | Greenville Triumph     | 43 | 28 | 12 | 7  | 9  | 32 | 22 | +10 |
|  | 4    | Forward Madison        | 43 | 28 | 12 | 7  | 9  | 33 | 26 | +7  |
|  | 5    | Chattanooga Red Wolves | 40 | 28 | 10 | 10 | 8  | 35 | 37 | -2  |
|  | 6    | S.G. Tormenta          | 37 | 28 | 9  | 10 | 9  | 32 | 34 | -2  |
|  | 7    | Toronto FC II          | 36 | 28 | 9  | 9  | 10 | 43 | 46 | -3  |
|  | 8    | FC Tucson              | 33 | 28 | 8  | 9  | 11 | 35 | 41 | -6  |
|  | 9    | Richmond Kickers       | 32 | 28 | 9  | 5  | 14 | 26 | 35 | -9  |
|  | 10   | Orlando City B         | 16 | 28 | 4  | 4  | 20 | 23 | 52 | -29 |

## Playoff
|  | Semifinali | Semifinali         | Semifinali |                    |   | Finale      | Finale | Finale |  |
|  |            |                    |            |                    |   |             |        |        |  |
|  | 1          | North Texas        | 2          |                    |   |             |        |        |  |
|  | 1          | North Texas        | 2          |                    |   |             |        |        |  |
|  | 4          | Forward Madison    | 0          |                    |   |             |        |        |  |
|  | 4          | Forward Madison    | 0          |                    | 1 | North Texas | 1      |        |  |
|  |            |                    |            |                    | 1 | North Texas | 1      |        |  |
|  |            |                    | 3          | Greenville Triumph | 0 |             |        |        |  |
|  | 2          | Lansing Ignite     | 3          | Greenville Triumph | 0 | 0           |        |        |  |
|  | 2          | Lansing Ignite     |            |                    |   |             |        |        |  |
|  | 3          | Greenville Triumph | 1          |                    |   |             |        |        |  |

## Verdetti
- North Texas Campione USL League One 2019